# Back to Next Saturday
Back to Next Saturday (Volver al próximo sábado) es un especial de televisión que mezcla acción real y animación, originalmente fue transmitido por el canal NBC el 13 de septiembre de 1985 a las 7:30 p. m. cuya función era en exhibir la nueva temporada de dibujos animados de NBC del sábado por la mañana de ese año. Destaca que varios de los actores que participan en el especial tanto como en acción real como de sus correspondientes personajes de los programas animados. Back to Next Saturday fue capaz de narrar una historia tipo crossover y aventura.
El horario del sábado por la mañana de NBC 1985-86
| Hora        | Programa                           | Año         |
| ----------- | ---------------------------------- | ----------- |
| 8 a. m.     | Los Snorkels                       | 1984 - 1989 |
| 8:30 a. m.  | Gummi Bears                        | 1985 - 1991 |
| 9 a. m.     | Los Pitufos                        | 1981 - 1989 |
| 10:30 a. m. | Punky Brewster                     | 1985 - 1986 |
| 11:00 a. m. | Alvin y las ardillas               | 1983 - 1990 |
| 11:30 a. m. | Kidd Video                         | 1984 - 1985 |
| 12:00 p. m. | Mr. T                              | 1983 - 1985 |
| 12:30 p. m. | Spider-Man and His Amazing Friends | 1981 - 1986 |

## Argumento
El especial comienza con Keisha Knight Pulliam de The Cosby Show, una niña fanática de la televisora NBC. Ella se dibuja así misma como una simple figura sonriente junto a un televisor con las letras "NBC". Lisa Whelchel de The Facts of Life la cual interpreta a su niñera lee un cuento para que se vaya a dormir recordándole que cuando se despierte estará un día más cerca de ver sus dibujos animados de los sábados por la mañana. Después de que ella se queda dormida, Keisha es pronto visitada por Glomer una criatura mágica y protagonista de la versión animada de Punky Brewster, el utiliza parte de su "polvo mágico" para transportarla a la Zona de los Sueños, un terrible lugar de cuevas oscuras, trampas, rocas que caen y lagos de fuego.
Glomer al ver la desesperación de la niña el intenta transportarla al mundo animado de Punky Brewster, pero torpemente trae sus amigos de la t.v. a la Zona de los Sueños, ahora los personajes animados pasan a ser de acción real. Los niños inmediatamente determinan que deben seguir una serie de pistas para encontrar a una misteriosa reina que los devolverá a sus respectivos mundos.
Keisha acepta la idea que sus amigos le ayuden por la isla en buscar un camino a casa. Su siguiente parada es La laguna de Los Snorkels donde se encuentran con unos de sus protagonistas se trata del personaje AllStar el cual esta animado y se les da un recorrido sobre la nueva temporada de la serie subacuática. AllStar no es de mucha ayuda, así que continúan paseando por la laguna y muy pronto se encuentran caminando por una cueva en el corazón de la isla. Tropiezan en una habitación llena de cadáveres de piratas y cofres de tesoro que les llama la atención, los abren para darse cuenta de que hay varias cintas que son los dibujos animados anteriores que fueron cancelados por la red, Punky se asusta ante la idea de que cancelen su show. Luego ellos ven un esqueleto que cuelga del techo y los aterroriza. Después de que el grupo sale de la cueva, se encuentran afuera, donde se topan con algunos Pitufos de caricatura que hablan dentro un televisor en un bosque animado. Los personajes que aparecen son Papá Pitufo y Pitufina. El grupo se detienen lo suficiente para conocer a los cuatro nuevos Pitufos que se unen al programa de esa temporada: Natural, Tristón, Travieso y Sassette además de Cachorro el  perro mágico.
Luego los niños se percatan que hay una caja de alarma que esta emitiendo humo, la abren para ver que en su interior hay un televisor mostrando a Alvin y las Ardillas presentando escenas utilizadas de un episodio particular en que las ardillas están disfrazados de bomberos y montando un Coche bomba además les recuerda al grupo que miren su espectáculo, pero sin decirles cómo conseguir salir de la zona de los sueños. Después de conversar con Alvin, la pandilla pasa a un bosque con monumentos aztecas donde Punky hace una referencia de Indiana Jones y Allen atornilla a una escultura que hace que todos caigan en otra red de cuevas. Se dan cuenta de que están en los túneles secretos de los Osos Gummi apareciendo Cubbi Gummi (interpretado por un actor en una botarga de oso), que es unos de los personaje principales de esa serie y está allí para mostrar la temporada inaugural de los Gummi Bears de Disney que se unirán a la cadena NBC. La música temática de la animación es presentado durante la explicación de ese personaje.
Después de que la banda mira la vista previa, se arrastran hacia el túnel y luego se encuentran fuera de las cuevas con un Jukebox gigante cuando unos de los niños inserta una moneda en la máquina, aparece el elenco de Kidd Video que es sacado del mundo Flipside correspondiente a su programa a la isla de los sueños para unirse al grupo, pero la tropa de Kidd Video muestran su nuevo espectáculo animado lleno de música, vídeos y aventuras. A pesar de que la banda musical se unen con Punky y los niños no demuestran ser de gran ayuda para ellos.
Entonces todos deciden entrar dentro de la jukebox gigante para luego estar adentro de una cueva con un abismo gigante sobre un charco de lava, por lo cual el grupo se encuentra atascado en un lado. Al estar en graves problemas piden ayuda y por suerte, el sentido arácnido de Peter Parker se activa y se pone su atuendo de Spider-Man cuya encarnación corresponde a la animación de Spider-Man and His Amazing Friends el superhéroe cuando llega para ayudar pasa a ser de acción real, el cual esta justo a tiempo para evitar que todos caigan en el magma caliente mediante una cuerda de telaraña y sacarlos a todos de un lazo tras otro; pero no pasa mucho tiempo y los niños nuevamente están en peligro esta vez con un derrumbe, y eventualmente aparece una versión animada y editada de un episodio la caricatura de Mr. T el cual los ayuda usando su gran fuerza evitando el colapso, luego proclama "¡Me compadezco del tonto que intenta mantener a mis amigos de NBC el sábado por la mañana!".
Mientras tanto, Keisha por razones desconocidas se ha apartado del resto del grupo, ella se asusta y comienza a cantar. Esto hace que Lisa Whelchel vuelva a aparecer, esta vez como la Reina de la Zona de Sueños, vestida como Glinda la Bruja Buena del norte y su aspecto cambia teniendo un cabello más largo. La Reina Lisa usando su magia invoca a todos los elencos, y estando todos juntos interpretan una canción sobre la importancia de que Keisha regrese a casa a tiempo para ver sus dibujos animados favoritos de los sábados por la mañana. Keisha triste y consciente que se va de ese lugar menciona "¿Volveré a ver a mis amigos?", "¡Por supuesto!" Responde la Reina Lisa. "¡Todo lo que tiene que hacer es encender su televisor!". Keisha regresa sana y salva a su propio mundo en su cama, con Lisa de regreso a ser la niñera. Las cosas parecen normales aparentemente solo fue un sueño, pero aparece Glomer en el mundo real, balbuceando a la audiencia que no se olvide de mirar sus caricaturas favoritas en el sábado por la mañana.

## Reparto
| Actor                 | Personaje                                  |
| --------------------- | ------------------------------------------ |
| Steve Alterman        | Ash                                        |
| Casey Ellison         | Allen Anderson                             |
| Ami Foster            | Margaux Kramer                             |
| Soleil Moon Frye      | Punky Brewster                             |
| Dan Gilvezan          | Spider-Man                                 |
| Cherie Johnson        | Cherie Johnson                             |
| Keshia Knight Pulliam | Rudy Huxtable                              |
| Mr. T                 | Mr. T.                                     |
| Gabriela Nelson       | Carla (como Gabriele Bennett)              |
| Robbie Rist           | Whiz                                       |
| Bryan Scott           | Kidd Video                                 |
| Frank Welker          | Glomer y Cachorro                          |
| Lisa Whelchel         | Blair Warner                               |
| Michael Bell          | Allstar Seaworthy (sin acreditar)          |
| Lucille Bliss         | Pitufina (sin acreditar)                   |
| Don Messick           | Papá Pitufo y Azrael (sin acreditar)       |
| Paul Winchell         | Gargamel (sin acreditar)                   |
| Noelle North          | Pitufito Tristón (archivo, sin acreditar)  |
| Pat Musick            | Pitufito Travieso (archivo, sin acreditar) |
| Charlie Adler         | Pitufito Natural (archivo, sin acreditar)  |
| Julie McWhirter       | Sassette (archivo, sin acreditar)          |
| Ross Bagdasarian, Jr. | Alvin Seville (sin acreditar)              |
| Noelle North          | Cubbi Gummi (sin acreditar)                |
| Desconocido           | Cubbi Gummi (botarga, sin acreditar)       |

## Datos extras
- La habitación de Keisha está llena de referencias de la nueva alineación de dibujos animados de NBC como peluches  de los pitufos y snorkels e incluso la historia que Welchel lee es un libro de Punky Brewster & Friends.

- En un momento Punky habla de que necesitan regresar para poder protagonizar la caricatura este otoño en la red, por lo cual es un rompimiento de la cuarta pared ya que los personajes de acción real de Punky Brewster están participando en una caricatura.

- En el especial hay varios actores que participaron en las voces de los personajes que no  fueron acreditados.[3]

- Se desconoce  cuál  fue el monto total de la producción del especial.

- La canción inicial y final llamada Back to Next Saturday fue escrita por Jeff Barry quien compuso también la canción Sugar, Sugar para la banda de ficción The Archies.

- El elenco de Punky Brewster están vestidos en el especial como en su versión animada por lo cual se ven más coloridos y siendo diferentes a la serie acción real original.